# Josef Jireček

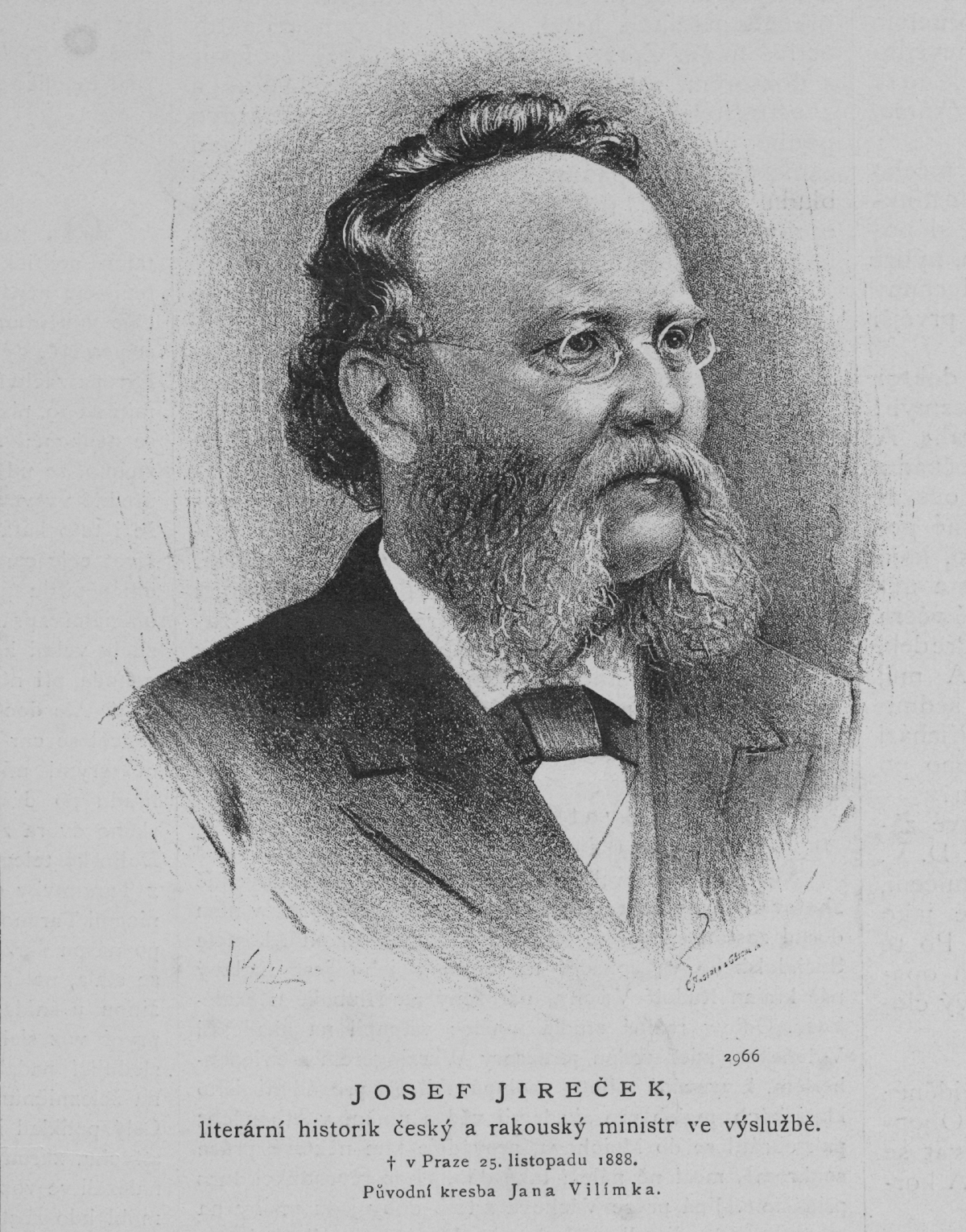
Josef Jireček (1888)

Josef Jireček, född 9 oktober 1825 i Hohenmauth, död 25 november 1888 i Prag, var en tjeckisk litteraturhistoriker och politiker; bror till Hermenegild Jireček och far till Konstantin Jireček.
Jireček förberedde sig för en professur i statistik med studien Národopisny přehled království českého (Etnografisk översikt av kungariket Böhmen, 1850), men tog samma år anställning i österrikiska undervisningsministeriet, utgav flera skolböcker, däribland Handbuch des Unterrichts- und Prüfungswesens in Oesterreich (1868) och blev 1871 kultusminister i ministären Karl Sigmund von Hohenwart. År 1874 flyttade han till Prag och var från 1875 till sin död president för det på hans initiativ ombildade kungliga böhmiska vetenskapssamfundet. Han var gift med en dotter till Pavel Josef Šafařík och redigerade dennes samlade skrifter. 
Jireček publicerade en mängd gammalböhmiska skrifter, däribland "Paměti (memoarer) Viléma hr. Slavaty 1608-19" (två delar, 1866-68) och "Leben des obersten Hofkanzlers W. Slavata" (1876), Johan Amos Comenius psalmer i översättning (1861), Dalimilkrönikan (1878), "Staročeské duchovni romany" (Fornböhmiska andliga romaner, 1862), Hymnologia bohemica (den kyrkliga diktningens historia i Böhmen till 1700-talet, 1878), om fornböhmiska skådespel, om den första tjeckiska bibelöversättningen (1859) m.m. Tillsammans med sin bror sökte han i det allra längsta försvara Königinhofhandskriftens äkthet mot Julius Feifalik och Alois Vojtěch Šembera och utgav texten 1879.